# Ash-cum-Ridley
Ash-cum-Ridley – civil parish w Anglii, w Kent, w dystrykcie Sevenoaks. W 2011 civil parish liczyła 6641 mieszkańców. W obszar civil parish wchodzą także Ash, Hodsoll Street, New Ash Green i Ridley.